# Kasos
Kasos eller Kassos (grekiska Κάσος) är en grekisk ö i Egeiska havet, mellan Karpathos och Kreta, och hörande till prefekturen och ögruppen Dodekanisos. Ön har 1 223 invånare (2021) och dess huvudort heter Fry (Φρυ). Kasos består av kalksten och är föga bördig. Det finns inget sötvatten på ön. Till ön hör även de båda obebodda småöarna Armathia och Makronisi.
Före det grekiska frihetskriget räknade Kasos omkring 12 000 invånare, men ön ödelades av turkarna 1824, och var därefter en tid övergiven. Den återbefolkades dock, och hade i början av 1900-talet omkring 8 000 invånare, mest greker. Under 1900-talet påbörjades dock en intensiv emigration, framför allt till Egypten (omkring 5 000 personer), men senare även till Istanbul, det grekiska fastlandet, USA och Sydafrika. På 1920-talet var bara 400 av de runt 2 300 husen på ön permanent bebodda.
Under det italiensk-turkiska kriget 1911–1912 besattes ön av italienare, och ön kom tillsammans med resten av Dodekaneserna i italiensk ägo i och med Lausannefördraget 1923. 1948 blev Dodekaneserna, inklusive Kasos, åter en del av Grekland.